# Роули (острво)
Острво Роули (енгл. Rowley Island) једно је од острва у канадском арктичком архипелагу, уз јужну обалу Бафинове земље. Острво је у саставу канадске територије Нунавут.
Површина износи око 1090 km².
Острво је ненасељено, али се на њему налазе двије аутоматске станице без људске посаде. Једна служи за метеоролошка осматрања, а друга је војни радарски систем за рано упозоравање.
Острво је добило име по истраживачу Грејему Роулију (Graham Rowley).